# Церква святого великомученика Димитрія Солунського (Гриньки)
Церква святого великомученика Димитрія Солунського в Гриньках — парафія і храм Лановецького благочиння Тернопільської єпархії Православної церкви України в селі Гриньки Кременецького району Тернопільської области.
Оголошена пам'яткою архітектури місцевого значення (охоронний номер 1629/1).

## Історія церкви
Наприкінці XVIII ст. храм згорів, тому в 1844 році парафія була приписана до церкви святого апостола і євангеліста Іоана Богослова в селі Осники.
У 1866 році за кошти місцевих жителів було споруджено дерев'яний храм святого великомученика Димитрія Солунського. Дзвіницю збудував Афанасій Лотоцький у 1875 році. Усі церковні будівлі належали паламарю Василю Гутовському, а документацію передали до храму в Осниках.
Церква була зачинена двічі: у 1930-х роках та з 1963 по 1989 роки.

## Парохи
- о. Степан Давидовим,
- о. Олексій Лотоцький,
- о. Микола Ловатський,
- о. Василь Гутовський,
- о. Михайло Мосаковський,
- о. Діонісій Фадеєвич,
- о. Павло Головінський,
- о. Іван Теодорович,
- о. Миколай Малюжинський,
- о. Парфен Цимбалюк,
- о. Анатолій Войцехівський,
- о. Василь Дубовий,
- о. Тимофій Москалевим,
- о. Брюховський,
- о. Тимофій Кругковський,
- о. Кругковський,
- о. Семен Крестін,
- о. Микола Вовчук,
- о. Міньок,
- о. Юрій Бойко.